# Đuro Šurmin
Đuro Šurmin (Gjuro Šurmin) (Sišćani kod Čazme 4. rujna 1867. − 22. ožujka 1937.) je bio hrvatski povjesničar, književni kritičar i političar.
Otac je Katice, supruge sina Velimira Deželića st. Branimira.

## Znanstveno-prosvjetni rad
Završio je zagrebačku Klasičnu gimnaziju 1887. godine. U Zagrebu studirao je hrvatski jezik i književnost. Od 1898. suplent, a od 1902. profesor na na toj katedri Filozofskog fakulteta.
Te je 1902. godine izabran za izvanrednoga profesora pri Katedri "za hrvatski ili srpski jezik" i književnost i otad je na književnoj kroatistici više mjesta u sveučilišnoj nastavi. 1910. ta se katedra podijelila na dvije, a Šurmin je bio mjerodavan za književnu kroatistiku, dok je Dragutin Boranić za jezičnu kroatistiku. Šurmin je između dvaju svjetskih ratova vodio katedru za književnu kroatistiku unutar Slavenskog seminara na Filozofskom fakultetu u Zagrebu.
Pisao je o djelima Jurja Barakovića. Pisao je u Hrvatskoj, Vjesniku Kr. hrvatsko-slavonsko-dalmatinskog arkiva.

## Politički rad
Pripadao je Naprednjacima, neformalnoj skupini pripadnika radikalne hrvatske nacionalističke mladeži, poznatoj po tome što je 1895. zajedno s pravašima sudjelovala u demonstracijama protiv autoritarnog režima bana Khuen-Héderváryja, odnosno paljenju mađarske zastave u Zagrebu.
Bio je hrvatski narodni zastupnik i delegat na ugarskom saboru 1900-ih.
1906. je kao prvi član Napredne stranke ušao u Hrvatski sabor, a izabran je u Zagrebu.
Na izborima za Hrvatsko-slavonsko-dalmatinski sabor 1908., pobijedio je u kotaru Zagreb I kao predstavnik Hrvatsko-srpske koalicije (kojoj se priključila njegova stranka).  1908. godine uređivao je dnevni list Pokret, naslijedivši na tom mjestu Veljka Tomića. Iste godine za urednika Pokreta došao je poslije Šurmina Ivan Lorković.
1908. umirovljen je kao član Hrvatsko-srpske koalicije. Ipak, Tomašić ga je ponovo vratio u službu.
Na izborima za Hrvatsko-slavonsko-dalmatinski sabor 1910. godine, u izbornom kotaru Zagreb I, kao predstavnik Hrvatsko-srpske koalicije dobio je 18,5% glasova, iza pravaša Aleksandra Horvata i Nikole Tomašića s Vladine liste.
Uoči prvog svjetskog rata na izborima za Hrvatsko-slavonsko-dalmatinski sabor 1913. bio je izabran u kotaru Bošnjacima i Zagreb I, kao predstavnik Hrvatske samostalne stranke.
Bio je ponovno suspendiran radi njegovih sveza sa Srbijom.
Tijekom Prvog svjetskog rata bio je jednim od politički trjeznijih hrvatskih zastupnika. Skoro sve hrvatske stranke su idealistički gledale na buduću zajedničku državu južnih Slavena, među njima i milinovci i radićevci, ali ne i Josip Frank. Nisu uviđale da način kako se ponaša srbijanska strana ozbiljno upozorava da će se morati zaštititi hrvatske nacionalne interese.
Na upozorenje koje je Ivan Lorković rekao još kao član Hrvatsko-srpske koalicije 1917. godine, da se mora pripremiti Hrvatsku da nakon rata bude ravnopravan partner pobjedničkoj Srbiji, Šurmin se sljedeće 1918. u lipnju odazvao te su oboje istupili iz te koalicije, obrazloživši to riječima 'Koalicija izigrala i izigrava narodnu koncentraciju'. Od 1917. se je odijelio od koalicije i skupa s Ivanom Lorkovićem stvorio skupinu disidenata oko Malih novina. 1917. je bio članom Zemaljskog gospodarskog povjerenstva u Zagrebu. Ondje se bavio pitanjima opskrbe.
17. kolovoza 1918. nazočio je osnivačkoj skupštini Narodnog sveta u Ljubljani (s njime su od delegata iz banske Hrvatske, Dalmacije i Istre bili Ivo Krstelj, Ivan Poščić, Mate Drinković, Srđan Budisavljević, Ivo Grisogono, Duje Mikačić, Živko Petričić, Matko Laginja, Vjekoslav Spinčić, Janko Šimrak i Ivan Lorković), nakon što su nešto prije osnovane Narodne organizacije SHS u Dalmaciji u Splitu (2. srpnja) i Narodne organizacije SHS za Hrvatsko primorje u Sušaku (14. srpnja).
U vladi Narodnog vijeća SHS bio povjerenikom odjela (ministarstva) za trgovinu, obrt i industriju. Već prije je imao iskustva s trgovinom, nadležnost mu se protezala i na Dalmaciju i na Rijeku, sve dok područja nije okupirala talijanska vojska.
Poslije prvog svjetskog rata bio je među vođama Hrvatske zajednice, političke stranke stranke hrvatskih intelektualaca i bogatijeg građanstva, nastale u Zagrebu 17. srpnja 1919. sjedinjenjem Starčevićeve stranke prava i Napredne demokratske stranke. Bio je jednim od osnivača ove stranke, zajedno s Ivanom Lorkovićem, Matom Drinkovićem, Antom Pavelićem starijim, Matkom Laginjom, Ivanom Peršićem i Ladislavom Polićem.
Nakon što je prvi predsjednik HZ dr Matko Laginja postao ban Hrvatske i Slavonije 22. veljače 1920., na čelo HZ došao je dr Ivan Lorković, a u čelništvo su izabrani dr Milivoj Dežman, dr Đuro Šurmin, Cezar Akačić, dr Svetozar Rittig te dr Franjo Papratović.
Šurmin je uređivao rubriku narodnog gospodarstva dnevnog lista Hrvata, koji je bio glavno glasilo Hrvatske zajednice.
Prigodom rekonstrukcije Vlade, 26. studenoga 1924. Mate Drinković i Đuro Šurmin ušli su u Pašićevu vladu, Drinković kao ministar bez lisnice, a Šurmin kao ministar trgovine i industrije. Analitičari (Laginja) su smatrali da su ova dvojica iz Hrvatske zajednice ušli u vladu unatoč protivljenju što je u njoj i Svetozar Pribičević "koji je mrzio sve što je hrvatsko", jer svojom su nazočnošću u vladi jačali hrvatsku komponentu.
Prosinca 1924. angažirao se na tome da osnuje svoju posebnu stranku, Hrvatsku narodnu stranku. To je i učinio 1. siječnja 1925., mjesec dana prije skupštinskih izbora, a on je bio čelnim čovjekom stranke. Stjepan Zagorac je osjećao da Šurmin nastupa idealistički u svom programu, opisavši to ovim riječima: "Ti si kao pozitivan duh bio kadar da i uz cijenu gubitka populariteta istupiš javno i odupreš se općem 1udovanju."

## Djela
- Osobine današńega sarajevskog govora (prikupio Đuro Šurmin), 1895.
- Acta croatica: ab anno 1100-1499, 1898. (2. dopunjeno izdanje, suautori: Ivan Kukuljević Sakcinski, Radoslav Lopašić) (izdanje na ćirilici)[14]
- Hrvatski preporod: - ilirsko doba 1790. – 1843.
- Hrvatski preporod: Od godine 1836-1843, 1904.
- Povijest književnosti hrvatske i srpske, Tisak i naklada knjižare L. Hartmana, Kugli i Deutsch, 1908.
- Čitanka iz književnih starina staroslovenskih, hrvatskih i srpskih: za vii. i viii. razred srednjih škola, 1908. (suautor Stjepan Bosanac)
- Meine Antwort auf die Erwiderung des Landesverteidigungsministers H. Fml. Georgi Betreffend den Hauptmann Emil v. Pisačić, 1910.
- Stvaranje Srbije, 1921.
- Knez Miloš u Zagrebu 1848. godine = Prepisi iz zvaničnih i poverljivih izveštaja engleske ambasade u Carigradu od g. 1804 pa do g.1814., 1922.(suautor Čeda Mijatović) (izdanje na ćirilici i staroj ćirilici)

Rukopisna ostavština nalazi mu se u Nacionalnoj i sveučilišnoj knjižnici u Zagrebu.

## Vanjske poveznice
- Đuro Šurmin: Hrvatski preporod od godine 1790. do 1836.
- Đuro Šurmin: Hrvatski preporod od godine 1836. do 1843.
- WorldCat
- Đuro Šurmin: Povijest književnosti hrvatske i srpske